# 足立匠
足立 匠（あだち たくみ、1995年4月12日 - ）は、トップイーストリーグDiv.1ヤクルトレビンズに所属するラグビー選手。

## プロフィール
- 岐阜県岐阜市出身[1]。
- ポジションはプロップ(PR)。
- 身長 183cm、体重 122kg

## 略歴
2014年、岐阜工業高校卒業後、流通経済大学に入る。
2018年、流通経済大学卒業後、NECグリーンロケッツに加入。
2021年、ヤクルトレビンズに加入。